# Âge d'argent (Russie)
Pour les articles homonymes, voir Âge d'argent.
L'Âge d'argent, également appelé siècle d'argent (en russe : Серебряный век (serebriani vek)) désigne les dernières années du XIXe siècle depuis 1890 et les deux premières décennies du XXe siècle en Russie, notamment en ce qui concerne les arts. La dénomination correspond également en français au terme fin de siècle, ou, en tout cas, aux mouvements visés par cette expression (qui est utilisée aussi en Russie). Cette époque correspond également à celle qui voit apparaître le modernisme.
C'est seulement après son achèvement que la période l'âge d'argent a été ainsi désignée. À l'origine cette dénomination est apparue dans les milieux russes émigrés. L'âge d'argent par rapport à l'âge d'or de la littérature russe désigne une période d'écrivains épigones, décadents par rapport à ceux de l'âge d'or du premier tiers du XIXe siècle de 1810 à 1830 (période d'Alexandre Pouchkine, Mikhaïl Lermontov, Nicolas Gogol). Il s'agit d'une seconde floraison de la littérature russe. Nicolas Berdiaev, Nikolaï Otsoup et Vladimir Makovski ont revendiqué la paternité du terme. Comparé au terme fin de siècle, celui de l'âge d'argent n'est appliqué qu'à la culture russe.

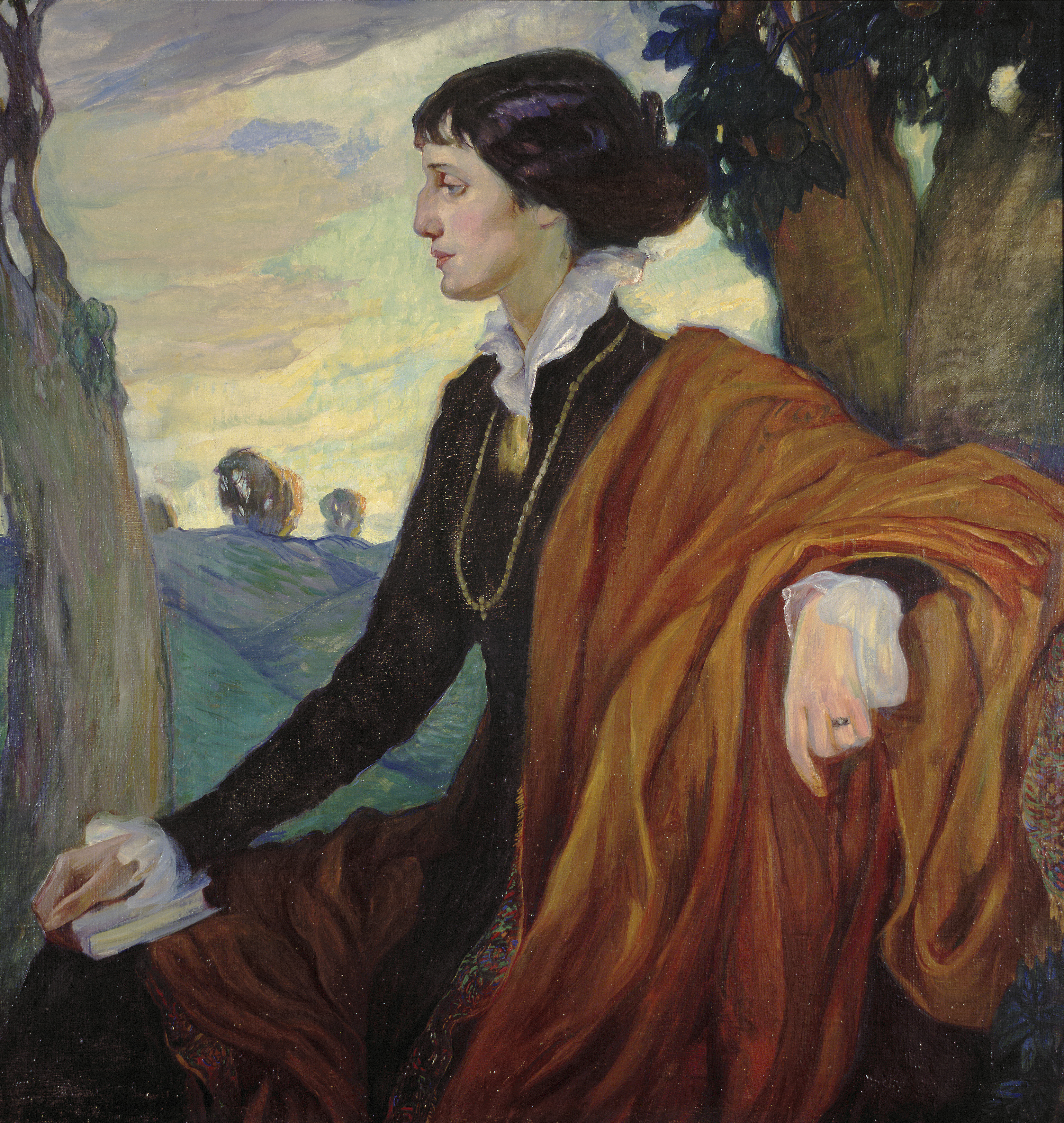
Olga Della-Vos-Kardovskaïa, portrait de la poétesse Anna Akhmatova, 1914

L'expression Âge d'argent a été largement reçue en URSS après la publication, en 1965, de Poème sans héros, d'Anna Akhmatova dans laquelle on trouve ces vers :

« Et le mois d'argent brille 

Au-dessus de l'âge d'argent […] »

## Histoire
La peinture, la littérature, le théâtre sont entrés en Russie entre 1890 et 1910 dans une phase d'épanouissement qui peut rivaliser avec la floraison littéraire en Russie des années 1810-1830. Ce précieux second âge de la Russie ne se limitait pas à l'art. La modernisation rapide de la société, l'implantation du capitalisme, le mécénat, l'ouverture du pays aux autres cultures nationales de France, d'Allemagne, d'Italie rendent cette période singulière en Russie. L'immensité territoriale de la Russie transformée en tabula rasa pour de recherches en peinture abstraite en musique dissonante mais aussi bien en médecine, en aviation, en toute nouveauté peut également avoir été la source de la quête des personnalités de cette époque tout autant que l'ouverture à l'Occident.
L'Âge d'argent élargit la rubrique des beaux-arts en y englobant des domaines comme la haute couture, le design intérieur et il encourage ses artistes à faire de leur vie une œuvre d'art. La conditions physique et l'embellissement du corps fait aussi partie des préoccupations plus largement sociales remarque John Ellis Bowlt. Par ailleurs des disciplines distinctes se sont rejointes pour former une synthèse éblouissante comme le Ballets russes, le Théâtre d'art de Moscou, les revues symbolistes. La philosophie fait partie intégrante de cette période et son origine est liée au recueil Jalons dans lequel l'intelligentsia est critiquée pour le rôle qu'elle a joué dans l'échec de le Révolution de 1905. Son développement s'est réalisé par l'approche des questions mystico-religieuses, telles que celles de Vladimir Soloviev. Le symbolisme est le moteur esthétique de l'âge d'argent avec son rejet du monde de l'apparence, l'accent mis sur le monde intérieur. Mais les limites temporelles du symbolisme et de l'Âge d'argent sont floues parce que des idées symbolistes étaient déjà présentes un demi-siècle auparavant.
En même temps, les artistes ont cherché à expérimenter dans le but de rendre la peinture plus sophistiquée et spirituelle. Les innovateurs ont créé leur propre association créative "Le Monde de l’Art", et ont commencé à publier un magazine du même nom. Les inspirateurs de la première organisation étaient A. Benois et S. Diaghilev. Des maîtres tels que V.A. Serov, M.A. Vrubel, M.V. Nesterov, I.I. Levitan, N.K. Roerich.
"Miriskusniki" fonctionnait d'une manière différente et ne se ressemblait pas beaucoup. Pourtant, il y avait beaucoup de points communs dans leur travail, leurs humeurs et leurs points de vue. Ils craignaient que l'art soit de plus en plus éloigné de la vie quotidienne et devienne la propriété d'un petit cercle d '«élus» et d'«initiés». Ils étaient convaincus que l'art adoucit et spiritualise progressivement les gens.
Le cercle des intérêts des maîtres du monde de l'art était extrêmement large. Il s'agit d'un travail de peintures monumentales, de peintures, de décors de théâtre, d'illustrations de livres, de dessins pour vitraux, de sculpture. Ils ont étudié les meilleures réalisations de l'art d'Europe occidentale et russe. Les traditions populaires sont devenues une source inépuisable d'inspiration. M.A. Vrubel peint des œuvres de contes de fées telles que Lilas, Pan, La Princesse-Cygne.
La relation entre l'Âge d'argent et l'avant-garde est tout aussi complexe à établir.
L'Âge d'argent n'a pas pris fin avec la révolution d'Octobre. Un intérêt particulier pour cette période a continué à être professé, avec le thème de la décadence, celui de l'œuvre d'art totale, celui de la synthèse entre différents domaines. Les réalisations de cette brillante époque ont été perdues de vue quand le réalisme socialiste a été imposé en Russie en 1934.

## Créateurs
Beaucoup de créateurs de cette époque ont eu un rayonnement international : Anna Akhmatova, Léon Bakst, Alexandre Benois, Marc Chagall, Mikhaïl Vroubel, Valentin Serov, Nicholas Roerich, Isaac Levitan, Fiodor Chaliapine, Anton Tchekhov, Serge de Diaghilev, Carl Fabergé, Vassili Kandinsky, Vladimir Maïakovski, Kasimir Malevitch, Vatslav Nijinski, Boris Pasternak, Franz Schechtel et Igor Stravinsky pour n'en citer que quelques-uns.